# Бьябьяни, Жонатан
Жонатан Людовик Бьябьяни (фр. Jonathan Ludovic Biabiany; 28 апреля 1988, Париж) — французский футболист, полузащитник клуба «Депортиво Сан-Фернандо».

## Карьера
Жонатан Бьябьяни начал карьеру в клубе «Ле-Блан-Мениль». В возрасте 16 лет он перешёл в итальянский «Интернационале», став первым футболистом «Ле Блана», уехавшим за рубеж. Бьябьяни провёл два года в молодёжной команде нерадзурри, а затем, 17 января 2007 года, дебютировал в 1/4 Кубка Италии с «Эмполи», заменив на 76-й минуте Луиша Фигу. 3 августа 2007 года Бьябьяни был арендован клубом «Кьево», однако на поле не выходил.
31 января 2008 года Бьябьяни перешёл, на правах аренды, в клуб «Модена». За этот клуб француз провёл 40 матчей и забил 8 голов.
25 июня 2008 года Бьябьяни был арендован «Пармой». 4 августа 2009 года он дебютировал в клубе в матче Кубка Италии с «Новарой», заменив на 72-й минуте Алессандро Лукарелли; «Парма» матч проиграла 1:2. 23 августа он дебютировал в серии А в матче с «Удинезе» (2:2). 6 декабря 2009 года Бьябьяни забил 2 своих первых гола в серии А, поразив ворота «Дженоа». В июне 2010 года «Интер» полностью выкупил контракт Бьябьяни, который вернулся в клуб.
28 января 2011 года игрок перешёл в «Сампдорию» в рамках сделки по переходу в «Интер» Джампаоло Паццини.
Летом 2011 года игрок вернулся в «Парму». 2 февраля 2014 года продлил контракт до 30 июня 2018. В сентябре 2014 года Бьябьяни был близок к переходу в «Милан», но в последний момент переход не состоялся; в некоторых источниках указывалось, что переход соврался из-за обнаруженных у француза проблем с сердцем. Вскоре руководство «Пармы» подтвердило эту версию: у полузащитника была диагностирована аритмия. 11 апреля 2015 года Бьябьяни расторг контракт с клубом по обоюдной договорённости.
10 июня 2015 года Бьябьяни перешёл в «Интернационале», подписав контракт на 4 года.

## Достижения
«Интернационале»
- Обладатель Суперкубка Италии: 2010
- Победитель Клубного чемпионата мира по футболу: 2010

## Личная жизнь
Бьябьяни женат на бразильской модели Саре да Силва. У них двое дочерей — Келис (родилась в 2012) и Джойс.

## Статистика
на 8 декабря 2016
| Сезон   | Клуб           | Лига    | Чемпионат | Чемпионат | Кубок | Кубок | Континт. | Континт. |
| Сезон   | Клуб           | Лига    | Игры      | Голы      | Игры  | Голы  | Игры     | Голы     |
| ------- | -------------- | ------- | --------- | --------- | ----- | ----- | -------- | -------- |
| 2006/07 | Интернационале | Серия А | 0         | 0         | 1     | 0     | 0        | 0        |
| 2007/08 | Кьево          | Серия В | 0         | 0         | 0     | 0     | —        | —        |
| 2007/08 | Модена         | Серия В | 15        | 1         | 0     | 0     | —        | —        |
| 2008/09 | Модена         | Серия В | 38        | 8         | 2     | 0     | —        | —        |
| 2009/10 | Парма          | Серия А | 29        | 6         | 1     | 0     | —        | —        |
| 2010/11 | Интернационале | Серия А | 14        | 0         | 1     | 0     | 6        | 1        |
| 2010/11 | Сампдория      | Серия А | 16        | 1         | 0     | 0     | —        | —        |
| 2011/12 | Парма          | Серия А | 38        | 6         | 0     | 0     | —        | —        |
| 2012/13 | Парма          | Серия А | 33        | 2         | 1     | 0     | —        | —        |
| 2013/14 | Парма          | Серия А | 36        | 6         | 2     | 1     | —        | —        |
| 2014/15 | Парма          | Серия А | 1         | 0         | 0     | 0     | —        | —        |
| 2015/16 | Интернационале | Серия А | 20        | 1         | 4     | 0     | —        | —        |
| 2016/17 | Интернационале | Серия А | 0         | 0         | 0     | 0     | 3        | 0        |